# Hoya retusa
Hoya retusa är en oleanderväxtart som beskrevs av Dalz.. Hoya retusa ingår i släktet Hoya och familjen oleanderväxter. Inga underarter finns listade i Catalogue of Life.